# دوران فرامانروایی روم در ولز

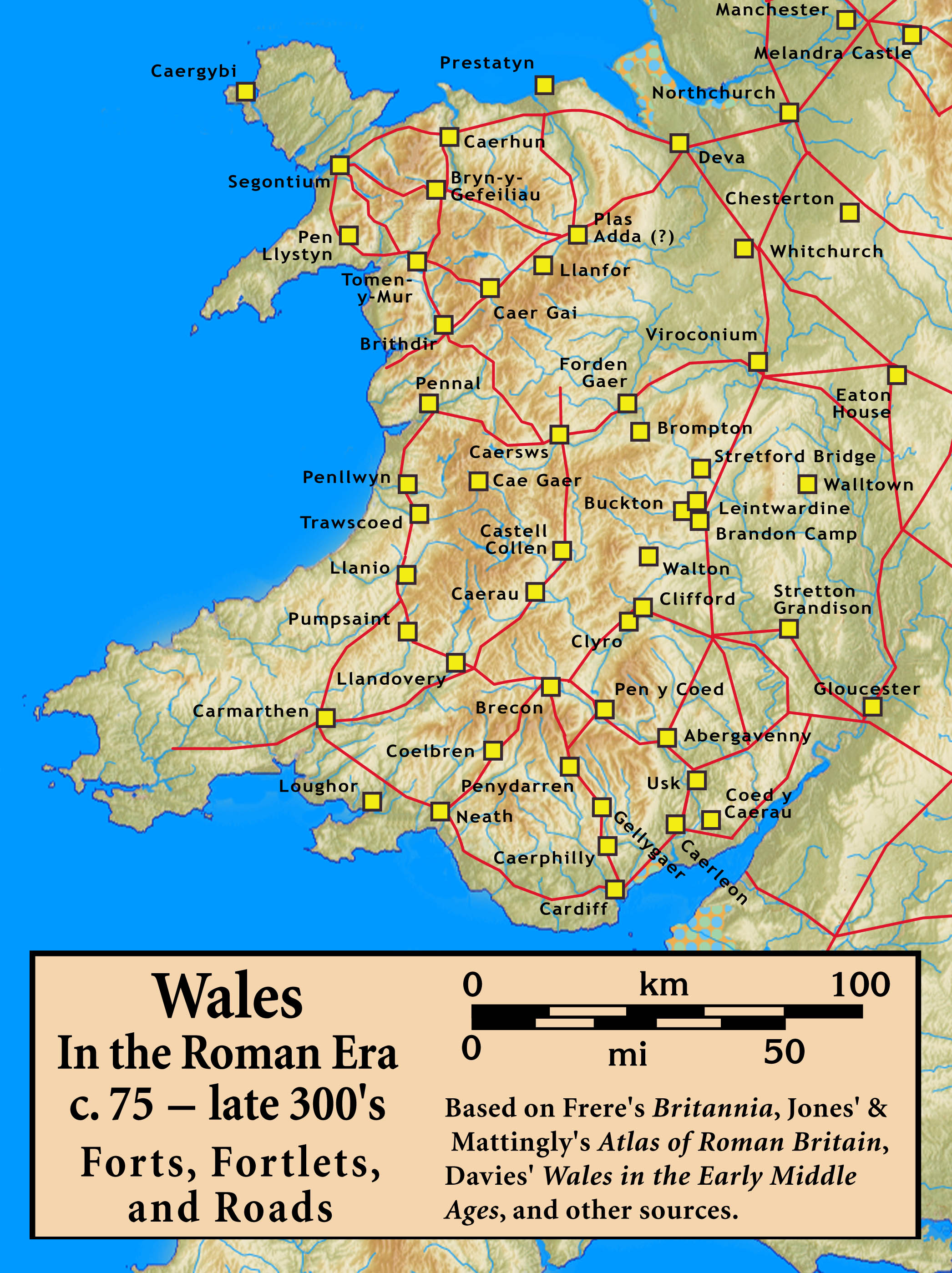
ولز روم، ۴۸–۳۹۵: برج‌وباروهای نظامی، دژها و جاده‌ه

دوران فرمانروایی روم در سرزمین ولز امروزی در سال ۴۸ پس از میلاد با تاخت‌وتاز فرماندار استان بریتانیای روم آغاز شد.
این گشایش تا سال ۷۸ پس از میلاد به فرجام رسید و فرمانروایی رومیان تا هنگامی که این سرزمین در سال ۳۸۳ از سوی رومیان رها شد پابرجا ماند.
امپراتوری روم در بیشتر سرزمین ولز، جایی که نشانه‌های رومی‌سازی در این خاک بجا مانده و همچنین در برخی جایگاه‌های جنوبی مانند کارمارتن، که پایتخت تبار دیمیتی بود، اشغال لشگری داشت.
یگانه شهری که رومی‌ها در ولز پایه‌گذاری کردند، کرونت است در جنوب ولز جای دارد.
ولز خاستگاه سرمایه‌های زیرزمینی فراوانی بود و رومی‌ها از فناوری مهندسی خود برای برون‌آوری اندازهٔ فراوانی زر، مس و سرب و همچنین اندازهٔ میانه‌ای از برخی فلزهای دیگر مانند روی و سیم بهره‌وری کردند.
چگونگی لشگرکشی‌های رومیان برای گشایش ولز در بن‌مایه‌های باستانی نمایان می‌شود. در این بن‌مایه‌ها به ویژه ایستادگی و شکست خوردن پایانی دو تبار از پنج تبار بومی (سیلوره‌های جنوب خاوری، و اردویس‌های ولز میانی و شمالی) را نگاشته‌اند.
گذشته از بسیاری از یافته‌های در پیوند با رومی‌ها که در جایگاه‌هایی در راستای کرانه‌های جنوبی جای دارند، می‌توان گفت نزدیک به همهٔ بازمانده‌های باستان‌شناسی رومی در ولز جاده‌ها و برج‌وباروهای لشگری می‌باشد.